# Reihenwerfer
Reihenwerfer (Mittler Schützenpanzerwagen S 307 (f) mit Reihenwerfer) – niemiecki samobieżny moździerz zaporowy używany przez Wehrmacht podczas II wojny światowej.

## Historia
Po upadku Francji w czerwcu 1940 roku duże ilości francuskiego sprzętu wojskowego zostały zdobyte przez Niemców. Dwa typy sprzętu, które zostały przejęte w znacznych ilościach, to półgąsienicowy ciągnik artyleryjski SOMUA MCG i moździerz piechoty 81 mm Brandt Mle 27/31. Ponieważ Niemcom brakowało tego typu sprzętu, oba zostały przekazane jednostkom niemieckim. SOMUA MCG otrzymał niemieckie oznaczenie S 307 (f), a Mle 27/31 oznaczenie 8,1 cm GrW 278 (f).
Reihenwerfer składał się z 16 luf moździerza 8,1 cm GrW 278 (f) w dwóch rzędach po 8, które zostały zamontowane na wspólnej ramie przymocowanej do podstawy zamontowanej z tyłu opancerzonego podwozia ciągnika S 307 (f). Moździerze i półgąsienicowe ciągniki zostały przerobione przez warsztat majora Alfreda Beckera w Paryżu. Wszystkie 16 luf można było obracać o 360° i podnosić razem z +35° do +90°, przy czym lufy na krańcach były skierowane lekko na zewnątrz, aby zwiększyć rozrzut ostrzału. Pojazd przewoził 90 pocisków gotowych do użycia, a każda lufa zawierała jeden pocisk na szczycie, aż do wystrzelenia przez pociągnięcie za sznur. Następnie pocisk ześlizgiwał się po lufie, aż uderzał w iglicę, która go wystrzeliwała. Podczas akcji bojowej wszystkie 16 luf było wystrzeliwanych w krótkich odstępach czasu, ale nie jednocześnie, aby nasycić obszar docelowy. Reihenwerfer został użyty przez jednostki niemieckie w północnej Francji, podczas lądowania aliantów w Normandii.

## Galeria[a]

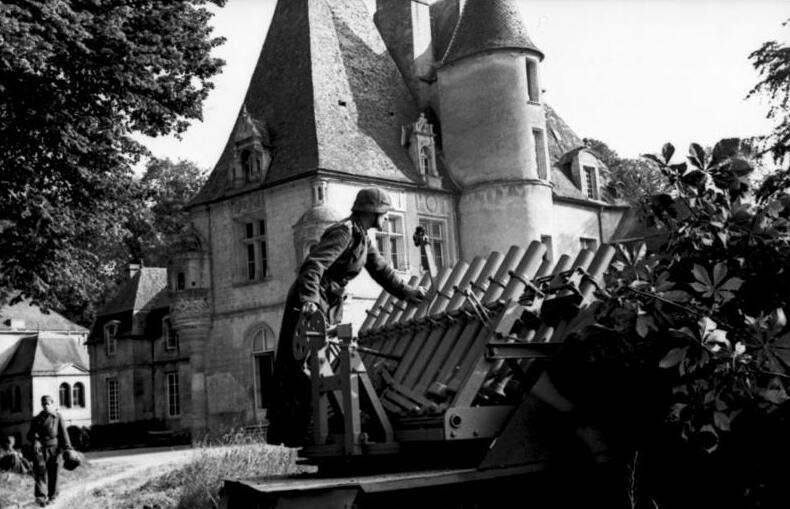
Reihenwerfer w pobliżu Riva-Bella (Plaża Sword) w północnej Francji 30 maja 1944 roku
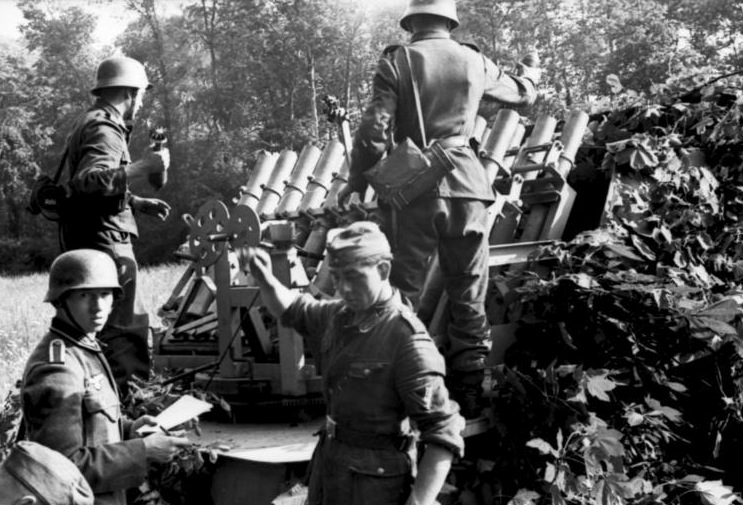
Reihenwerfer w pobliżu Riva-Bella (Plaża Sword) w północnej Francji 30 maja 1944 roku